# Robert Benckiser
Robert Benckiser (* 1. August 1845 in Rastatt; † 15. Mai 1908 in Karlsruhe) war ein deutscher Jurist und Politiker.

## Leben
Als Sohn der Oberhofgerichtsrats Edwin Benckiser und seiner Frau Emma geb. Reichardt geboren, studierte Benckiser nach dem Besuch des Mannheimer Lyzeums Rechtswissenschaften in Heidelberg und Freiburg. Während seines Studiums wurde er 1863 Mitglied der Burschenschaft Allemannia Heidelberg. Nach seinen Examina und verschiedenen Stellen bei Gerichten und Verwaltungsstellen wurde er 1871 Amtmann in Mannheim, 1874 Amtsvorstand beim Bezirksamt Adelsheim, 1876 Amtsvorstand und ab 1878 Oberamtmann in Triberg, 1882 Amtsvorstand beim Bezirksamt Buchen, 1884 Amtsvorstand in Wolfach, 1890 in Waldshut. Zum Ende seiner dortigen Tätigkeit wurde ihm der Titel Geheimer Regierungsrat verliehen. Seit 1896 war er Verwaltungsgerichtsrat beim Verwaltungsgerichtshof in Karlsruhe. 1885 erhielt er das Ritterkreuz 1. Klasse, 1896 das mit Eichenlaub, des Orden vom Zähringer Löwen. 1906 wurde ihm der Titel eines Geheimen Rats 3. Klasse verliehen.
Robert Benckiser ist der Enkel des Unternehmers Johann Adam Benckiser.